# Фелмер
Фелмер (рум. Felmer) — село у повіті Брашов в Румунії. Входить до складу комуни Шоарш.
Село розташоване на відстані 186 км на північний захід від Бухареста, 55 км на північний захід від Брашова, 143 км на південний схід від Клуж-Напоки.

## Населення
За даними перепису населення 2002 року у селі проживали 460 осіб.
Національний склад населення села:
| Національність | Кількість осіб | Відсоток |
| -------------- | -------------- | -------- |
| румуни         | 316            | 68,7%    |
| цигани         | 131            | 28,5%    |
| німці          | 11             | 2,4%     |

Рідною мовою назвали:
| Мова      | Кількість осіб | Відсоток |
| --------- | -------------- | -------- |
| румунська | 453            | 98,5%    |
| німецька  | 7              | 1,5%     |